# Тутаєв Григорій Васильович
Григо́рій Васи́льович Тута́єв (червень 1886, Сараї — 1 вересня 1974, Вінниця) — український науковець-фармаколог, ендокринолог, педагог. Професор (1960). Дослідник гормональних речовин у контексті змін функції центральної нервової системи, вивчав лікарську флору Вінниччини.
Учасник Першої світової війни, брав участь, зокрема, в операції «Альбіон» зі сторони Російської республіки, очолював санітарно-гігієнічний загін Морської фортеці Імператора Петра Великого.
Після завершення війни жив у Харкові, де працював у низці науково-дослідних і навчальних закладів, зокрема майже 15 років керував фармако-терапевтичним відділенням Українського органотерапевтичного інституту (1928—1941). Під час Другої світової війни переїхав до Вінниці, де майже 20 років завідував кафедрою фармакології Вінницького медичного інституту (1944—1962). Автор понад 80 наукових робіт, учень професорів Сергія Попова та Якова Постоєва.

## Життєпис
Народився у червні 1886 року в селі Сараї, нині смт Рязанської області РФ.
У 1912 році закінчив кафедру фармакології Імператорського Харківського університету (ІХУ; нині у складі Харківського національного медичного університету). Учень професорів Сергія Попова та Якова Постоєва. Відтоді ж — ординатор терапевтичного відділення Олександрівської лікарні, паралельно — асистент кафедри фармакології ІХУ.
У 1914 році призваний на фронти Першої світової війни. Брав участь, зокрема, в операції «Альбіон» зі сторони Російської республіки. У липні 1917 року призначений начальником санітарно-гігієнічного загону Морської фортеці Імператора Петра Великого.
Після завершення війни працював асистентом у Донському університеті імені М. П. Богаєвського (Ростов-на-Дону). У 1922 році повернувся до рідної кафедри фармакології в Харкові, на якій знов обійняв посаду асистента.

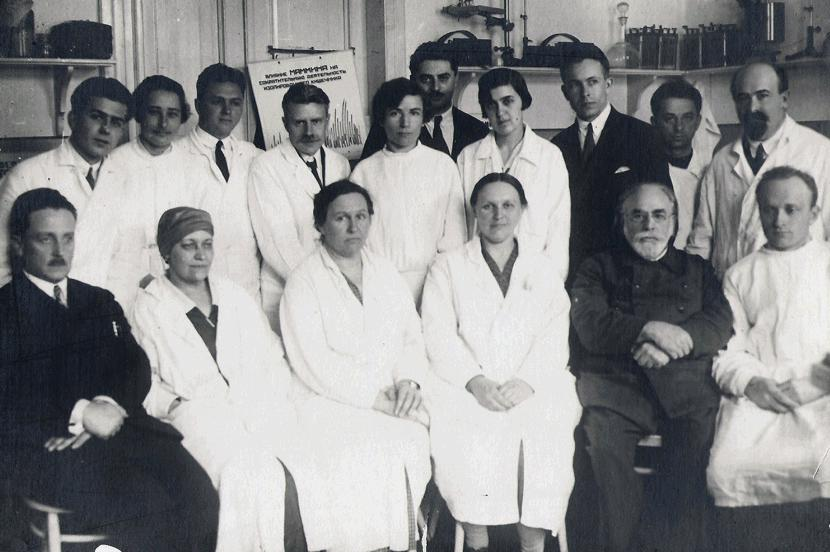
Наукові співробітники Українського органотерапевтичного інституту, середина-кінець 1920-х років; Григорій Тутаєв четвертий зліва у верхньому ряді

У 1928 році на запрошення академіка Василя Данилевського очолив фармако-терапевтичне відділення Українського органотерапевтичного інституту. Паралельно, з 1932 року, завідувач кафедри фармакології Всеукраїнської психоневрологічної академії. Працював також консультантом у Науково-дослідному інституті експериментальної фармації, де у 1935 році очолив створену ним фармакологічну лабораторію.
З 1936 року — завідувач кафедри фармакології 2-й Харківського державного медичного інституту. Під час німецької окупації Харкова в німецько-радянській війні працював у самостійно створеній клінічній лабораторії Органотерапевтичного інституту.

Могила Григорія Тутаєва, Підлісне (Центральне) кладовище

У 1943 році переїхав до Вінниці, де протягом року працював лікарем-стажером у Вінницькій обласній клінічній лікарні імені М. І. Пирогова. З 1944 року — завідувач кафедри фармакології Вінницького медичного інституту, брав активну участь у повоєнній відбудові інституту та кафедри.
У 1960 році затверджений у вченому званні професора. Через два роки, у 76-річному віці, вийшов на заслужений відпочинок. Жив у Вінниці, де й помер на 89-му році життя 1 вересня 1974 року. Похований на Підлісному (Центральному) кладовищі Вінниці.

## Наукова діяльність
Автор понад 80 наукових робіт. Дослідник гормональних речовин у контексті змін функції центральної нервової системи, вивчав лікарську флору Вінниччини. З часнику ведмежого, спільно з колегами, створив препарат «Урзалін» з фітонцидною протизапальною репаративною дією, який допомагав у лікуванні трофічних виразок і ерозій шийки матки.
Активний відбудовник кафедри фармакології Вінницького медичного інституту, її матеріальної бази. Організував придбання нової апаратури, займався створенням музею лікарських препаратів. Член Українського товариства фізіологів, біохіміків і фармакологів із дня його заснування (1928—1959), член правління Українського товариства фармакологів (з 1961), голова обласного Товариства фармакологів Вінниці (з 1961).

## Науковий доробок (частковий)
- К методике стандартизации сердечных средств / Г. В. Тутаев. — Харьков: [б. и.]. — 4 с.
- Биологическое исследование экстракта щитовидной железы / Г. В. Тутаев. — Харьков: Научная мысль, 1929. — 13 с.
- Влияние экстрактов щитовидной, грудной и овариальных желез на изолированный кишечник кролика / Г. В. Тутаев. — Харьков: Научная мысль, 1929. — 15 с. : ил.
- Биологические исследования экстракта овариальных желез / Г. В. Тутаев, Е. Н. Филиппова. — Харьков: Научная мысль, 1929. — 11 с. вкл. ил.
- Труды / М-во здравоохранения УССР, Харьковский НИИ эндокринологии и химии гормонов. — Киев: Харьковский НИИ эндокринологии и химии гормонов, 1934—1966. 1935, Т. 6: Половые гормоны: cборник статей / под ред. проф. И. М. Пейсаховича, проф. Г. В. Тутаева, проф. А. Э. Мендельштама. — 1935. — 175 с. : ил.